# Perwinnes Hill
Perwinnes Hill är en kulle i Storbritannien.   Den ligger i kommunen Aberdeen City och riksdelen Skottland, i den norra delen av landet, 600 km norr om huvudstaden London. Toppen på Perwinnes Hill är 97 meter över havet.
Terrängen runt Perwinnes Hill är platt. Havet är nära Perwinnes Hill åt sydost. Närmaste större samhälle är Aberdeen, 7,7 km söder om Perwinnes Hill. 